# شهرستان لیزبارک
شهرستان لیزبارک (به لهستانی: Powiat Lidzbark) یک شهرستان در لهستان است که در استان وارمی-ماسوری واقع شده‌است. شهرستان لیزبارک ۹۲۴٫۴۲ کیلومتر مربع مساحت و ۴۳٬۰۰۶ نفر جمعیت دارد.